# Pyrosis
Le pyrosis est une sensation de brûlure partant du creux de l'estomac et remontant vers la bouche, pouvant s'accompagner de régurgitations alimentaires involontaires. C'est un signe quasiment spécifique de reflux gastro-œsophagien, d'autant plus s'il s'associe à des régurgitations acides.
C'est donc un signe très fréquent, le plus souvent lié à une anomalie de la continence du sphincter inférieur de l'œsophage (qui est normalement hermétique et ne laisse pas l'acidité gastrique remonter).

## Définition
Les termes de « dyspepsie » et « indigestion » sont souvent utilisés pour qualifier le pyrosis, malgré le fait que certaines sources fassent une différence. La dyspepsie est définie comme un mélange de douleur épigastrique et de brûlure.

## Causes
La cause la plus fréquente de pyrosis est la remontée du contenu gastrique dans l'œsophage dans le cadre d'un reflux gastro-œsophagien.
Certains aliments et liquides sont susceptibles de provoquer des « brûlures d'estomac » : alcool, café, thé, cola, autres boissons caféinées, boissons gazeuses, chocolat, agrumes (sous forme de fruits ou de jus), tomates et sauce tomate (comme sur des pizzas et des sauces accompagnant des pâtes alimentaires), nourriture épicée ou grasse (y compris les produits laitiers non-écrémés), menthe douce et poivrée et fruits secs telles les cacahuètes.

## Diagnostic
Une fibroscopie gastrique (gastroscopie) pourra montrer la cause du pyrosis (hernie hiatale), et son retentissement sur l'œsophage (notamment œsophagite, endobrachyœsophage).
La pH-métrie œsophagienne sur 24 heures permettra de prouver les reflux acides et de les relier aux signes ressentis par le patient. Il s'agit d'un examen pratiqué après la mise en place d'une sonde naso-gastrique (introduite par le nez, allant jusqu'à l'estomac), reliée à des capteurs externes, enregistrant les variations de pH au cours des 24 heures.
Les exceptionnels reflux biliaires ne sont pas explorés par cette technique.

## Traitement
Quelques traitements peuvent aider à soigner le pyrosis. Un régime alimentaire et une règle hygiéno-diététique sont nécessaires. Éviter les aliments gras, les aliments acides, les aliments qui fermentent (fèves, choux…), les épices, les infusions, café, thé, chocolat, menthe, boissons alcoolisées et eaux gazeuses et préférer des aliments épais plutôt que liquides[réf. nécessaire].
Le tabac et le port d'une ceinture serrée sont également déconseillés. Il est préférable de ne pas s'allonger juste après un repas.
Des médicaments tels que le pansement gastrique, l'antiacide peuvent être prescrits. Les inhibiteurs de la sécrétion d'acide gastrique comme l'antihistaminique H2 et l'inhibiteur de la pompe à protons sont efficaces.

## Épidémiologie
Environ 42 % de la population américaine souffre de pyrosis à un certain point.